# Råttorna slår till igen
Råttorna slår till igen (engelska: Ben) är en amerikansk skräckfilm från 1972 i regi av Phil Karlson. Filmen är en uppföljare till filmen Råttorna från 1971.

## Handling
Filmen handlar om pojken Danny som blir vän med råttan Ben som är ledare för en koloni mördarråttor. Råttorna blir allt mer våldsamma och flera personer dödas av dem. Till slut utrotas kolonin av polisen, men Ben överlever och beger sig till Danny.

## Om filmen
Filmen är inspelad i Los Angeles och hade världspremiär i USA den 23 juni 1972.

## Rollista
- Lee Montgomery – Danny Garrison
- Joseph Campanella – Cliff Kirtland
- Arthur O'Connell – Bill Hatfield
- Rosemary Murphy – Beth Garrison
- Meredith Baxter – Eve Garrison
- Kaz Garas – Joe Greer
- Paul Carr – Kelly
- Richard Van Vleet – Reade
- Kenneth Tobey – ingenjör
- James Luisi – Ed
- Lee Paul – Careu
- Norman Alden – polis
- Scott Garrett – Henry Gray
- Arlen Stuart – fru Gray
- Ric Drasin – George

## Utmärkelser
Filmens titelsång, "Ben", sjöngs av Michael Jackson. Filmen var nominerad till en Oscar för bästa sång vid Oscarsgalan 1973, men blev utan pris. Den vann Golden Globe Award 1973 i kategorin bästa sång.